# Analitici primi
Analitici primi (in greco: Ἀναλυτικὰ Πρότερα; latino: Analytica Priora) è un'opera di Aristotele sul ragionamento deduttivo, noto come  sillogismo. Si tratta di uno dei sei scritti aristotelici sulla logica e sul metodo scientifico, facente parte di quello che in seguito fu denominato Organon.

## Struttura
Il termine "analitici" deriva dalle parole greche ἀναλυτός (analytos, ossia "risolvibile") e ἀναλύω (analyo, "risolvere", letteralmente "sgrovigliare"). Tuttavia, nel corpus di Aristotele, ci sono differenze distinguibili nel significato di ἀναλύω e dei suoi affini e sussiste anche la possibilità che Aristotele abbia preso in prestito il suo uso della parola "analisi" dal suo maestro Platone. D'altra parte, il significato che meglio si adatta ad Analitici sarebbe quello derivato dallo studio della geometria e questo significato è molto vicino a ciò che Aristotele chiama έπιστήμη (episteme), ossia conoscenza dei fatti verificati.
Il trattato è, comunque, di tipo teorico, sulla scienza della deduzione. Aristotele analizza la natura delle premesse di un sillogismo, che possono essere solo: universali affermative, universali negative, particolari affermative, particolari negative.
Un problema di significato si pone per la parola "sillogismo", che in generale non ha la stessa stretta connotazione che ha attualmente; Aristotele definisce questo termine in un modo che si applicherebbe a una vasta gamma di argomenti validi. Alcuni studiosi preferiscono usare la parola "deduzione" come significato dato da Aristotele alla parola greca συλλογισμός (sillogismos). Allo stato attuale, il "sillogismo" viene utilizzato esclusivamente come metodo utilizzato per giungere a una conclusione, che è in realtà lo stretto senso in cui viene utilizzato negli Analitici, in quanto si applica ad una classe di argomenti molto più vicina ai "sillogismi" dei testi logici tradizionali: due premesse seguite da una conclusione ciascuna delle quali è una frase categorica che contiene tutti e tre i termini, due estremi che appaiono nella conclusione e un termine intermedio che appare in entrambe le premesse ma non nella conclusione.
Nella seconda parte del trattato, invece, Aristotele intende trattare il tema della semantica. Il problema, essenzialmente, è quello del vero e del falso.

## Fortuna
Nel III secolo d.C., Alessandro di Afrodisia compose un commento al trattato che risulta il più antico esistente e uno dei migliori della tradizione antica, mentre, tre secoli dopo, Boezio compose la prima traduzione latina nota degli Analitici primi, che di fatto, però, restarono ignoti al Medioevo occidentale fino a Bernardo di Utrecht (XII secolo).